# Southern California Trojans

Palas de los equipos de remo.

Southern California Trojans o USC Trojans (español: Troyanos del Sur de California) es el nombre de los equipos deportivos de la Universidad del Sur de California, situada en la ciudad de Los Ángeles, California. Los equipos de los Trojans participan en las competiciones universitarias organizadas por la NCAA, y forma parte de la Big Ten Conference.

## Campeonatos nacionales
Los Trojans han ganado en total 122 campeonatos nacionales, de los cuales 97 (84 de la NCAA -los de fútbol americano y dos en voleibol no cuentan oficialmente para la NCAA-) son masculinos y 25 (16 de la NCAA -cinco en tenis, dos en voleibol y uno en waterpolo no cuentan-) femeninos, más que ninguna otra universidad.

### Títulos masculinos
- Fútbol americano universitario (11)
- Béisbol (12)
- Gimnasia (1)
- Natación y Saltos de trampolín (9)
- Tenis (21)
- Atletismo (26)
- Atletismo en pista cubierta (2)
- Voleibol (6)
- Waterpolo (9)

### Títulos femeninos
- Baloncesto (2)
- Natación y Saltos de trampolín (1)
- Tenis (7)
- Atletismo (1)
- Voleibol (6)
- Voleibol de playa (1)
- Waterpolo (4)
- Golf (3)
- Fútbol (1)

## Deportes

### Fútbol americano

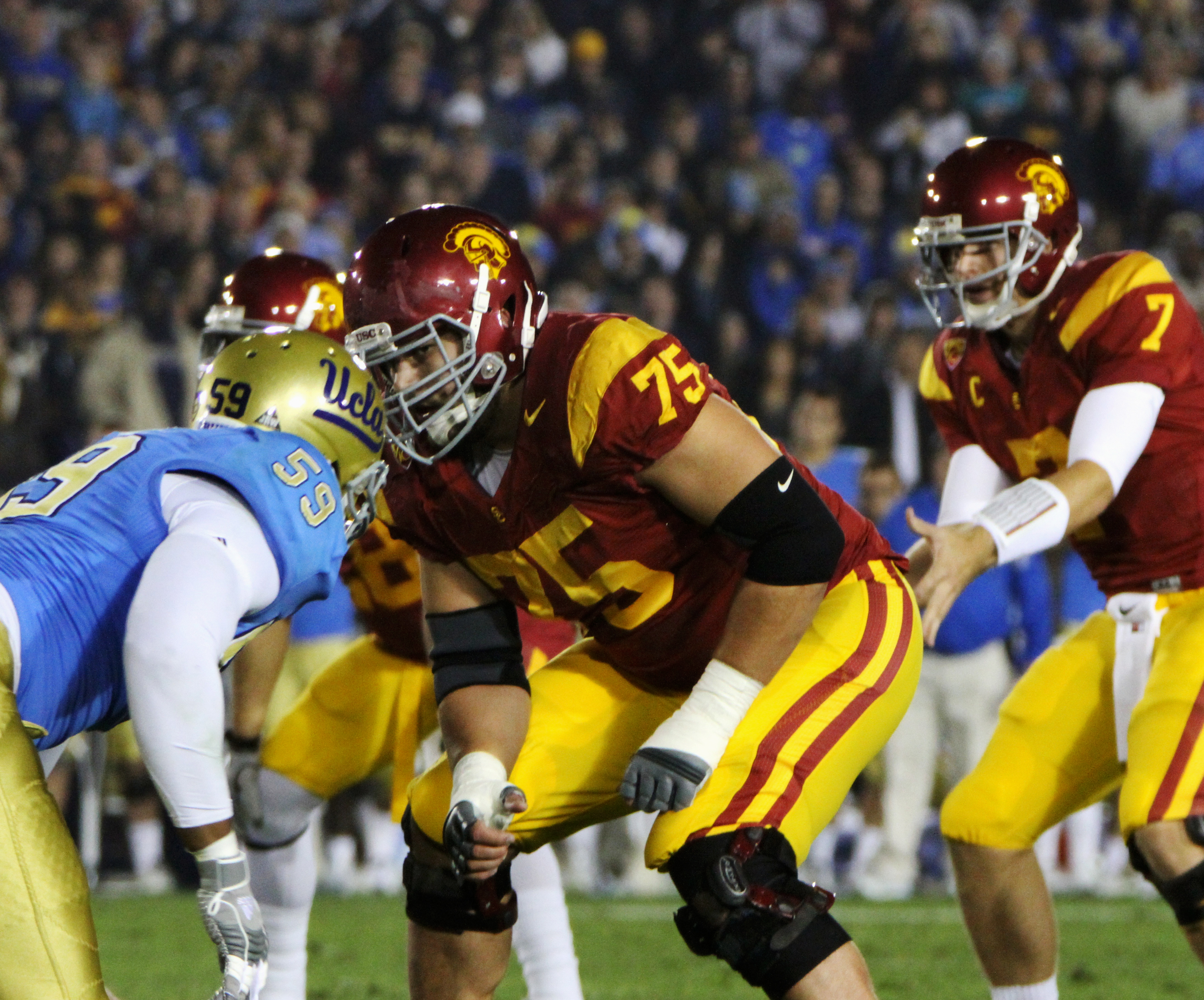
Partido de fútbol americano contra UCLA.

El equipo de fútbol americano fue creado en 1888, y desde esa fecha tiene un porcentaje de victorias superior al 70%, por lo cual ha sido elegido el 4º mejor equipo del siglo XX. Han ganado 11 campeonatos nacionales y 38 títulos de la Pacific Ten Conference, además de 7 Trofeos Heisman, de entre los que destaca el de O.J. Simpson, Mike Garrett, Carson Palmer y Matt Leinart.
USC ha ganado 34 bowls en 51 disputados, lo que lo coloca segundo en el historial de la NCAA. Entre ellos, obtuvo 25 ediciones del Rose Bowl en 34 apariciones, lo que es un récord absoluto. También ganó el Cotton Bowl en la temporada 1994 y el Orange Bowl en 2002.
Destacar además la última época desde que fue nombrado entrenador Pete Carroll. Quitando una desastrosa primera campaña desde entonces no ha hecho más que lograr éxitos y ganando todas los años el título de conferencia además de 2 campeonatos nacionales y varias Rose Bowls
En 2010 un escándalo de reclutamiento ilegal y recepción consentida de regalos inapropiados por su estrella Reggie Bush saltó al programa de fútbol americano de los Trojans, desposeyéndoles del título nacional de 2005 y a Bush del Heisman Trophy.

### Béisbol
El equipo de béisbol fue creado también en 1888, y desde entonces han conseguido 12 títulos nacionales, incluidos 5 consecutivos entre 1970 y 1974. Varios jugadores de equipo de béisbol ingresaron a las Grandes Ligas de Béisbol, incluyendo, Randy Johnson, Fred Lynn, Mark McGwire y Mark Prior.

### Baloncesto
El equipo de baloncesto masculino ha conseguido llegar en una ocasión a la Final Four de la NCAA y ha ganado en 7 ocasiones el título de conferencia. 
Un buen número de sus jugadores llegaron a la NBA, entre los que destacan Paul Westphal, Cliff Robinson, Bill Sharman, Gus Williams, O.J. Mayo, Nick Young, DeMar DeRozan, Brian Scalabrine o Taj Gibson.
Estos son los números retirados por la universidad de Southern California, en su pabellón, el Galen Center, y que no pueden ser usados por ningún otro jugador de la universidad.
| Número | Jugador                    | Años                |
| ------ | -------------------------- | ------------------- |
| 10     | Gus Williams DeMar DeRozan | 1972–1975 2008–2009 |
| 11     | Bill Sharman               | 1946–1950           |
| 19     | Bob Boyd                   | 1950–1952           |
| 23     | Harold Miner               | 1989–1992           |
| 25     | Paul Westphal              | 1969–1972           |
| 44     | John Rudometkin            | 1959–1962           |